# Randy Hultgren

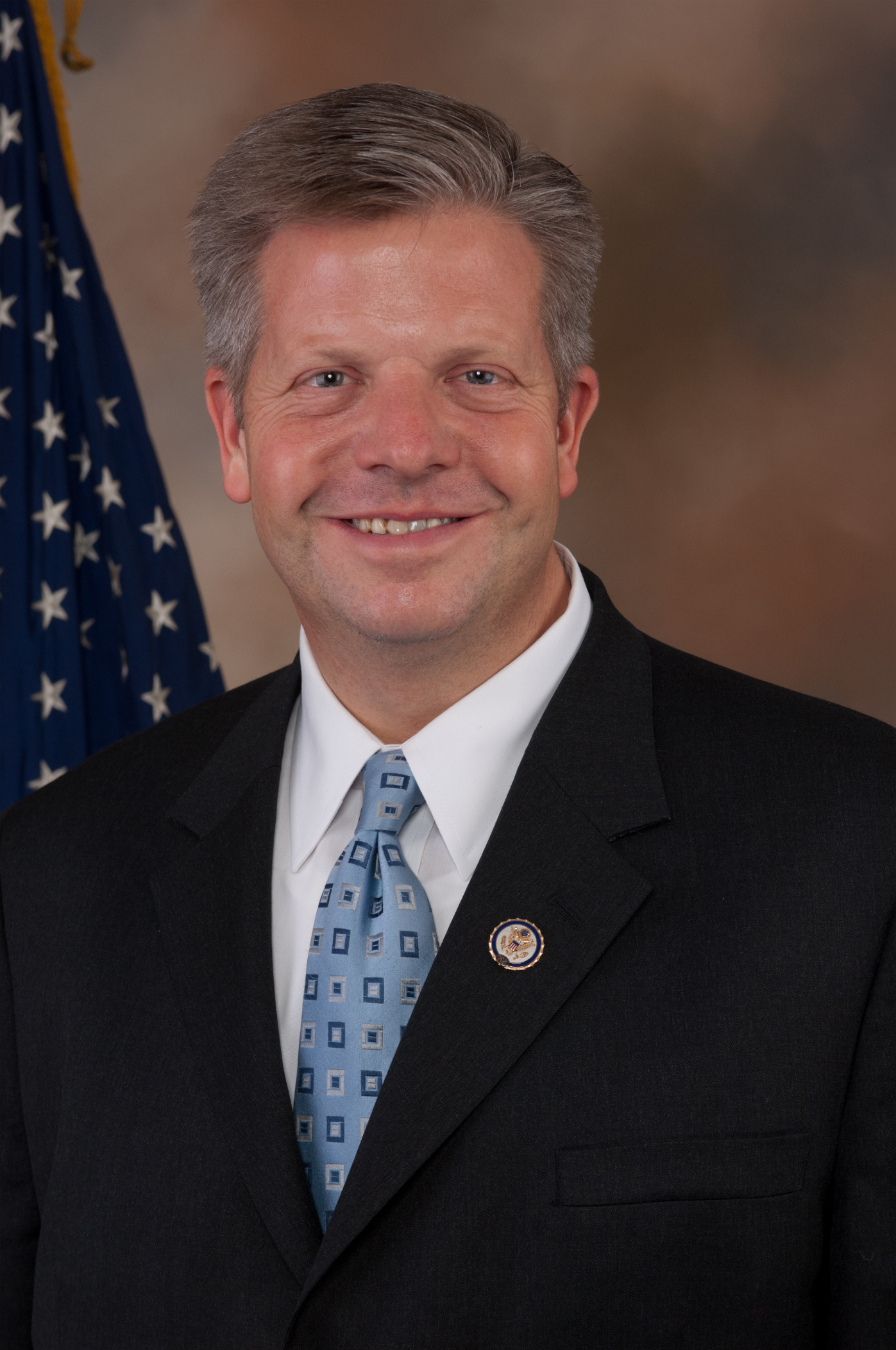
Randy Hultgren (2011)

Randall Mark „Randy“ Hultgren (* 1. März 1966 in Park Ridge, Cook County, Illinois) ist ein US-amerikanischer Politiker. Von 2011 bis Ende 2018 vertrat er den Bundesstaat Illinois im US-Repräsentantenhaus.

## Werdegang
Randy Hultgren besuchte bis 1984 die Wheaton Academy in West Chicago und studierte danach an der Bethel University in Saint Paul (Minnesota). Nach einem Jurastudium am Chicago-Kent College of Law und seiner Zulassung als Rechtsanwalt begann er in diesem Beruf zu arbeiten. In den Jahren 1988 bis 1990 war er für den Kongressabgeordneten Dennis Hastert tätig. Gleichzeitig schlug er als Mitglied der Republikanischen Partei eine eigene politische Laufbahn ein. Zwischen 1994 und 1998 saß er im Bezirksrat des DuPage County. Von 1999 bis 2007 war er Abgeordneter im Repräsentantenhaus von Illinois; zwischen 2007 und 2010 gehörte er dem Staatssenat an.
Bei den Kongresswahlen des Jahres 2010 wurde Hultgren im 14. Wahlbezirk von Illinois in das US-Repräsentantenhaus in Washington, D.C. gewählt, wo er am 3. Januar 2011 die Nachfolge des ihm zuvor unterlegenen Demokraten Bill Foster antrat. Er war bzw. ist Mitglied im Landwirtschaftsausschuss, im Ausschuss für Wissenschaft, Raumfahrt und Technologie und im Ausschuss für Transport und Infrastruktur sowie im Finanzausschuss. Außerdem gehört zahlreichen Unterausschüssen an.
Bei den Kongresswahlen 2012 setzte Hultgren sich mit 59:41 Prozent der Stimmen gegen den Demokraten Dennis Anderson durch. 2014 und 2016 wurde er in seinem Amt bestätigt. Bei den Wahlen 2018 wurde er von Lauren Underwood (D) mit 52,5 % der Wählerstimmen geschlagen. Er schied daher zum 3. Januar 2019 aus.